# Immendinger Stollen
Der Immendinger Stollen (auch Donauumleitung, Immendingen-Möhringer-Stollen oder Umleitungsstollen) ist ein weitgehend in einem Tunnel verlaufendes künstliches Gewässer, das einen Mäander der Donau zwischen Immendingen und Möhringen im baden-württembergischen Landkreis Tuttlingen abschneidet. Er wurde angelegt, um die Hauptstellen der Donauversickerung zu umgehen und den Abfluss vor allem in der Stadt Tuttlingen zu erhöhen.

## Geographie
Das Gewässer zweigt zwischen kleineren Versickerungsstellen bei Immendingen und den Hauptversickerungsstellen beim Gewann Brühl rund 800 Meter östlich der Immendinger Ortsmitte nach links ab. Die Donau wird von einem kleinen, festen Wehr aufgestaut. Ab dem Abzweig unterirdisch in nordnordöstlicher Richtung verlaufend, unterquert das Gewässer die Donautalbahn und die Bundesstraße 311 (Geisingen–Ulm), an der das Betriebsgebäude der Donauumleitung liegt. Der anschließende, bergmännisch vorgetriebene Abschnitt ist rund 1,75 Kilometer lang und hat einen hufeisenförmigen Querschnitt mit einer Fläche von 3,9 m². Der Stollen durchörtert Schichten des Weißen Juras, beim Vortrieb wurden Klüfte, Einbruchsstellen und Höhlungen mit Tropfsteinbildungen angeschnitten.
Der Stollen unterquert einen bewaldeten Bergrücken. Bedingt durch den ausgeprägten Prallhang des Donautals wird die maximale Überdeckung von rund 95 Metern bereits 300 Meter unterhalb des Abzweigs erreicht. An der Mündung unterquert die Donauumleitung einen Zubringer vom Tuttlinger Stadtteil Möhringen zur Bundesstraße 311, erneut die Donautalbahn und den Donauradweg, ehe sie die letzten Meter oberirdisch zur Donau verläuft. Die Mündung liegt rund 800 Meter südwestlich von Möhringen.
Bei einer Gesamtlänge von 1,87 Kilometern liegt der Höhenunterschied zwischen Abzweig und Mündung bei 4 Meter, was einem Längsgefälle von 2,1 Promille entspricht. Der durch den Stollen abgekürzte Abschnitt der Donau ist rund 4,9 Kilometer lang.
Dem Immendinger Stollen ist ein oberirdisches, annähernd bananenförmiges Einzugsgebiet von 82,5 Hektar zugeordnet, das das Trockental Schottentobel umfasst. Das Tal mündet beim unteren Tunnelportal in die Donau. Das Einzugsgebiet ist verkarstet; die dortigen Niederschläge dürften dem Aachtopf zufließen.

## Geschichte
Der Bau des Immendinger Stollens war die Folge langjähriger Konflikte um die Verteilung und Nutzung des Donauwassers. Auf der einen Seite standen badische Kommunen und Triebwerksbesitzer an der Radolfzeller Aach, denen das versickernde Wasser über den Aachtopf zufloss. Die Hauptversickerungsstellen am Brühl lagen auf badischem Gebiet. Auf der anderen Seite standen die Unterlieger an der Donau, vor allem in der württembergischen Stadt Tuttlingen. Die Konflikte wurden noch zusätzlich dadurch verschärft, dass der Anteil des versickernden Wassers bis in die Mitte des 20. Jahrhunderts tendenziell zunahm. Für die Unterlieger besonders problematisch waren die sogenannten Vollversickerungstage, bei denen der Donauabfluss unterhalb der Versickerung im Brühl nur noch minimal war. Der erste dokumentierte Vollversickerungstag war 1874, ein Maximum war zwischen 1942 und 1951 mit durchschnittlich 209 Tagen im Jahr erreicht. Danach ging die Zahl der Vollversickerungstage zurück, erreichte zwischen 1992 und 2001 mit durchschnittlich 109 Tagen ein Minimum und stieg dann wieder an.
Die älteste bekannte Beschwerde über in der Donau fehlendes Wasser stammt von 1705. 1875 sah der Tuttlinger Gemeinderat das Gewerbe der Stadt durch die Versickerung auf das Schwerste geschädigt, auch seien die hygienischen Verhältnisse für die Einwohner äußerst gefährlich. 1901 schlug das württembergische Innenministerium den Bau eines 2,2 Kilometer langen „Röhrenkanals“ vor, der, entlang der Donautalbahn verlaufend, die Hauptversickerungsstellen umgehen sollte. Durch die Leitung mit einem Durchmesser von 0,6 Meter sollten 250 Liter pro Sekunde fließen. Der Vorschlag scheiterte an Entschädigungsforderungen der Triebwerksbesitzer an der Aach.
Im Juni 1927 traf der von Württemberg angerufene Staatsgerichtshof für das Deutsche Reich im Donauversinkungsfall keine inhaltliche Entscheidung. Ein vom Gericht beauftragter Gutachter schlug unter anderem vor, die Abflussverhältnisse am Brühl zu verbessern, die Versickerungsstellen bei Immendingen abzudichten und eine Umleitung zu bauen, die bei vollständiger Versickerung eine Restwassermenge donauabwärts leiten sollte.
Nach der Bildung des Bundeslandes Baden-Württemberg 1952 wurde 1955 mit Arbeiten zur Abdichtung der Immendinger Versickerungsstellen begonnen. Dies stieß auf vehementen Protest von Aachanliegern, woraufhin die Arbeiten eingestellt wurden. Die zunehmende Gewässerverschmutzung, ein massenhaftes Fischsterben im Oktober 1959 sowie der Bau der Tuttlinger Kläranlage führten dazu, dass die Pläne zum Bau einer Umleitung in Form des Stollenbaus verwirklicht wurden. Dabei sollte das der Donau zugeführte Wasser über flussabwärts von Tuttlingen liegende Versickerungsstellen bei Fridingen weiterhin der Radolfszeller Aach zufließen.
Den ersten Spatenstich zum Stollenbau vollzog Landesinnenminister Walter Krause im Juni 1967; der Stollen wurde im Juli 1968 durchgeschlagen. Lieferschwierigkeiten verzögerten den Bau einer Steuerzentrale mit Fernsteuerung, so dass die Donauumleitung erst im Mai 1972 in Betrieb gehen konnte.

## Nutzung
Der anfänglich als „Großversuch“ deklarierte Betrieb des Stollens ist durch Vorgaben aus der Planfeststellung auf Niedrigwasser der Donau in den Sommermonaten beschränkt. Nachdem der Stollen 1972 nur an 17 Tagen in Betrieb war, wurde die Betriebszeit um zwei Monate verlängert. Nach dem neuen Reglement kann zwischen Mai und Oktober Wasser umgeleitet werden, wenn der Donauabfluss über 3 m³/s liegt. Steigt der Abfluss über 10,7 m³/s, so ist die abgeleitete Menge auf 1,6 m³/s begrenzt. Für die Monate April und November gelten reduzierte Mengen; in den Wintermonaten darf nicht umgeleitet werden. Das Regierungspräsidium Freiburg  gab 2020 an, dass der Stollen acht bis zehn Mal im Jahr in Betrieb ist. Nach Daten von 2010 beträgt der Abfluss durch den Stollen im langjährigen Mittel 0,15 m³/s.
Nach einer wasserrechtlichen Erlaubnis vom März 1981 dürfen zusätzlich 2 m³/s umgeleitet werden, um bei Niedrigwasser die Entnahme von Donauwasser durch die Landeswasserversorgung bei Leipheim auszugleichen. Dabei darf nicht umgeleitet werden, wenn der Abfluss am Aachtopf 1,3 m³/s unterschreitet. Hintergrund der Regelung ist ein Staatsvertrag zwischen Bayern und Baden-Württemberg über die Wasserentnahme durch die Landeswasserversorgung. In der Fassung von 1970 war vorgesehen, den Abfluss der Donau durch Staubecken im Schwarzwald zu verstetigen. Dies war jedoch zu teuer und politisch nicht durchsetzbar, so dass seit einer Änderung des Staatsvertrags 1980 das benötigte Wasser durch die Umgehung der Donauversickerung bereitgestellt werden soll. Klagen von Aachanliegern und eines Naturschutzverbandes gegen die wasserrechtliche Erlaubnis blieben erfolglos. Bis 2020 wurde noch kein Wasser zugunsten der Landeswasserversorgung umgeleitet.

### LUBW
Amtliche Online-Gewässerkarte mit passendem Ausschnitt und den hier benutzten Layern: Lauf und Einzugsgebiet des Immendinger Stollens

Allgemeiner Einstieg ohne Voreinstellungen und Layer: Daten- und Kartendienst der Landesanstalt für Umwelt Baden-Württemberg (LUBW) (Hinweise)
1. 1 2 3  Höhe nach dem Digitalen Geländemodell.
2. ↑  Länge nach dem Layer Gewässernetz (AWGN).
3. ↑  Einzugsgebiet nach dem Layer Basiseinzugsgebiet (AWGN).

### Andere Belege
1. ↑  Alfred G. Benzing: Geographische Landesaufnahme: Die naturräumlichen Einheiten auf Blatt 186 Konstanz. Bundesanstalt für Landeskunde, Bad Godesberg 1964. → Online-Karte (PDF; 4,1 MB)
2. ↑  Schild am Betriebsgebäude Immendingen bei Google Street View, Stand September 2023.
3. ↑  Käß, Donau-Aach-System, S. 50.
4. ↑  Käß, Donau-Aach-System, S. 51.
5. ↑  Käß, Donau-Aach-System, S. 83.
6. ↑  Käß, Donau-Aach-System, S. 26 f, 74 f, 240–249.
7. ↑  Käß, Donau-Aach-System, S. 20, 28, 33 f.
8. ↑  Käß, Donau-Aach-System, S. 45 f.
9. ↑  Käß, Donau-Aach-System, S. 49 f.
10. 1 2  Käß, Donau-Aach-System, S. 51f.
11. ↑  Matthias Jansen: Donaustollen: Ein Tropfen in den leeren Fluss. In: Gränzbote, 2. Juni 2020 (Abgerufen am 22. März 2024).
12. ↑  Matthias Selg: Das Donau-Aach-System – Dynamik einer Flussversinkung. In: LGRB-Informationen Nr. 25. Freiburg im Breisgau 2010. S. 7–46, hier S. 25 (PDF, 18,7 MB).
13. ↑  Käß, Donau-Aach-System, S. 53–55.